# Делавер (річка)
Де́лавер, або Делавар (англ. Delaware River) — річка на сході США. Довжина близько 660 км, площа басейну близько 31 100 км², середня витрата води — 350 м³/с. Названа на честь Томаса Веста, барона Делавер.
Припливи розповсюджуються на 210 км від гирла. Судноплавна до міста Трентон; до міста Істон судноплавство по каналу.
На річці розташовані міста Істон, Трентон, Філадельфія, Вілмінгтон.

## Географія
Дві твірні Делаверу: Делавер-Східна(або Попактон) та Делавер-Західна, беруть початок у горах Катскілл, штат Нью-Йорк. Після злиття твірних річка Делавер, є межею між штатами Нью-Йорк і Пенсільванія, а нижче за течією між Нью-Джерсі та Пенсільванією, протікаючи повз місто Філадельфія. Нарешті, впадає у затоку Делавер Атлантичного океану, де є межа між штатом Делавер та Нью-Джерсі.
На межі між Нью-Джерсі та Пенсільванією річка протікає через річкову браму. Тут розташована національна зона відпочинку Делаверської річкової брами.

## Історія
Під час американської війни за незалежність, у ніч з 25 на 26 грудня 1776 року армія під командуванням Джорджа Вашингтона провела рішуче форсування Делаверу в досить складних умовах. Ця неочікувана для англійців операція призвела до розгрому британських сил у Трентоні.

## Мости
Через річку перекинути автомобільні мости (в низ за течією):
- Міст Баррівіл — Шогола[en]
- Середньоделаверський міст[en]
- Міст Калгун-стріт[en]
- Нижній Трентонський міст[en]
- Платний міст Трентон — Моррісвілл[en]
- Міст Бенджаміна Франкліна (комбінований — автомобільно/залізничний)
- Міст коммодора Баррі[en]
- Меморіальний міст Делавер[en]

Залізничні:
- Віадук річки Делавер[en]
- Західно-Трентонський залізничний міст[en]
- Залізничний міст Моррісвілл — Трентон[en]
- Міст Делеїр[en]

## Канали
- Песильванський канал[en]
- Канал Делавер — Раритан[en]
- Канал Морріса[en]
- Канал Делавер — Гудзон[en]
- Канал Чесапік — Делавер[en]